# Euro Hockey Tour 1998/1999
Euro Hockey Tour 1998/1999 je 3. ročník hokejových turnajů Euro Hockey Tour.

## Česká pojišťovna cup
Hokejový turnaj byl odehrán od 3.9.1998 - do 6.9.1998 v Zlíně
- Vítěz Švédská hokejová reprezentace.

| Tým 1   | Výsledek          | Tým 2   |
| ------- | ----------------- | ------- |
| Švédsko | 4:1 (0:1,1:0,3:0) | Finsko  |
| Rusko   | 3:3 (0:1,2:1,1:1) | Česko   |
| Finsko  | 2:0 (0:0,1:0,1:0) | Rusko   |
| Česko   | 0:0 (0:0,0:0,0:0) | Švédsko |
| Rusko   | 0:3 (0:0,0:1,0:2) | Švédsko |
| Česko   | 1:2 (1:0,0:1,0:1) | Finsko  |

## Karjala cup
Hokejový turnaj byl odehrán od 5.11.1998 - do 8.11.1998 v Helsinkách
- Vítěz Finská hokejová reprezentace.

| Tým 1   | Výsledek          | Tým 2   |
| ------- | ----------------- | ------- |
| Finsko  | 2:2 (1:1,1:0,0:1) | Švédsko |
| Česko   | 2:2 (0:1,0:1,2:0) | Rusko   |
| Finsko  | 3:2 (1:1,1:1,1:0) | Rusko   |
| Švédsko | 2:2 (1:2,0:0,1:0) | Česko   |
| Rusko   | 4:1 (2:1,2:0,0:0) | Švédsko |
| Česko   | 3:5 (2:3,1:2,0:0) | Finsko  |

## Baltika Cup - vítěz
Hokejový turnaj byl odehrán od 15.12.1998 - do 20.12.1998 v Moskvě. Tohoto turnaje se zúčastnila i Kanada.
- Vítěz Švédská hokejová reprezentace.

| Tým 1   | Výsledek          | Tým 2   |
| ------- | ----------------- | ------- |
| Švédsko | 3:2 (1:0,2:0,0:2) | Finsko  |
| Rusko   | 3:5 (0:0,3:1,0:4) | Česko   |
| Finsko  | 2:2 (0:0,0:1,2:1) | Rusko   |
| Česko   | 1:2 (0:2,1:0,0:0) | Švédsko |
| Švédsko | 5:3 (2:2,2:0,1:1) | Rusko   |
| Česko   | 3:0 (1:0,2:0,0:0) | Finsko  |
| Kanada  | 3:4 (1:2,0:2,2:0) | Švédsko |
| Rusko   | 3:1 (1:0,0:1,2:0) | Kanada  |
| Kanada  | 3:6 (1:2,2:3,0:1) | Česko   |
| Finsko  | 5:2 (1:0,2:0,2:2) | Kanada  |

## Švédské hokejové hry
Hokejový turnaj byl odehrán od 9.2.1999 - do 14.2.1999 v Stockholmu. Tohoto turnaje se zúčastnila i Kanada.
- Vítěz Finská hokejová reprezentace.

| Tým 1   | Výsledek          | Tým 2   |
| ------- | ----------------- | ------- |
| Švédsko | 4:5 (0:2,2:3,2:0) | Finsko  |
| Rusko   | 4:5 (2:2,1:1,1:2) | Česko   |
| Rusko   | 1:4 (0:2,1:1,0:1) | Finsko  |
| Česko   | 1:1 (1:0,0:1,0:0) | Švédsko |
| Švédsko | 5:0 (1:0,1:0,3:0) | Rusko   |
| Finsko  | 3:2 (1:0,1:0,1:2) | Česko   |
| Kanada  | 1:4 (0:1,1:2,0:1) | Švédsko |
| Kanada  | 1:3 (0:0,1:1,0:2) | Rusko   |
| Česko   | 0:1 (0:0,0:0,0:1) | Kanada  |
| Finsko  | 2:3 (1:1,0:2,1:0) | Kanada  |

## Celková tabulka EHT 1998/1999
| Mužstvo | Z  | V | R | P | VG | OG | B  |
| ------- | -- | - | - | - | -- | -- | -- |
| Švédsko | 12 | 6 | 2 | 4 | 32 | 21 | 16 |
| Finsko  | 12 | 7 | 3 | 2 | 31 | 27 | 16 |
| Česko   | 12 | 3 | 4 | 5 | 28 | 27 | 11 |
| Rusko   | 12 | 1 | 8 | 3 | 24 | 40 | 5  |

## Vysvětlivky k tabulkám a zápasům
- Z – počet odehraných zápasů
- V – počet vítězství
- R – remízy
- P – počet proher
- VG – počet vstřelených gólů
- OG – počet obdržených gólů
- B – počet bodů